# Grand Prix Impanis-Van Petegem 2015
La 5e édition du Grand Prix Impanis-Van Petegem a eu lieu le 19 septembre 2015. La course fait partie du calendrier UCI Europe Tour 2015 en catégorie 1.HC.

## Présentation
Lors de sa création en 2011, le Grand Prix Impanis-Van Petegem était classé en catégorie 1.2. Pour les éditions 2012, 2013 et 2014, il était classé 1.1. Depuis cette édition 2015, il est classé en catégorie 1.HC.

### Équipes
Classé en catégorie 1.HC de l'UCI Europe Tour, le Grand Prix Impanis-Van Petegem est par conséquent ouvert aux UCI WorldTeams dans la limite de 70 % des équipes participantes, aux équipes continentales professionnelles, aux équipes continentales belges et à une équipe nationale belge.
| UCI WorldTeams      | UCI WorldTeams | UCI WorldTeams |
| Nom de l'équipe     | Pays           | Code           |
| ------------------- | -------------- | -------------- |
| BMC Racing          | États-Unis     | BMC            |
| Etixx-Quick Step    | Belgique       | EQS            |
| Giant-Alpecin       | Allemagne      | TGA            |
| Lotto NL-Jumbo      | Pays-Bas       | TLJ            |
| Lotto-Soudal        | Belgique       | LTS            |
| Tinkoff-Saxo        | Russie         | TCS            |
| Trek Factory Racing | États-Unis     | TFR            |

| Équipes continentales professionnelles | Équipes continentales professionnelles | Équipes continentales professionnelles |
| Nom de l'équipe                        | Pays                                   | Code                                   |
| -------------------------------------- | -------------------------------------- | -------------------------------------- |
| Androni Giocattoli-Sidermec            | Italie                                 | AND                                    |
| Bora-Argon 18                          | Allemagne                              | BOA                                    |
| Bretagne-Séché Environnement           | France                                 | BSE                                    |
| CCC Sprandi Polkowice                  | Pologne                                | CCC                                    |
| Europcar                               | France                                 | EUC                                    |
| Roompot Oranje Peloton                 | Pays-Bas                               | ROP                                    |
| Topsport Vlaanderen-Baloise            | Belgique                               | TSV                                    |
| Wanty-Groupe Gobert                    | Belgique                               | WGG                                    |

| Équipes continentales          | Équipes continentales | Équipes continentales |
| Nom de l'équipe                | Pays                  | Code                  |
| ------------------------------ | --------------------- | --------------------- |
| Color Code-Aquality Protect    | Belgique              | CCB                   |
| T.Palm-Pôle Continental Wallon | Belgique              | PCW                   |
| Vastgoedservice-Golden Palace  | Belgique              | VGS                   |
| Verandas Willems               | Belgique              | WIL                   |
| Wallonie-Bruxelles             | Belgique              | WBC                   |

### Règlement de la course

#### Primes
Les vingt prix sont attribués suivant le barème de l'UCI,. Le total général des prix distribués est de 18 800 €.
| Position | 1er     | 2e      | 3e      | 4e    | 5e    | 6e    | 7e    | 8e    | 9e    | 10e à 20e |
| Prix     | 7 515 € | 3 760 € | 1 875 € | 935 € | 745 € | 565 € | 565 € | 375 € | 375 € | 190 €     |

## Classements

### Classement final
| Classement final | Classement final | Classement final | Classement final       | Classement final   |
|                  | Coureur          | Pays             | Équipe                 | Temps              |
| ---------------- | ---------------- | ---------------- | ---------------------- | ------------------ |
| 1er              | Sean De Bie      | Belgique         | Lotto-Soudal           | en 4 h 31 min 14 s |
| 2e               | Dimitri Claeys   | Belgique         | Verandas Willems       | + 1 s              |
| 3e               | Floris Gerts     | Pays-Bas         | BMC Racing             | + 1 s              |
| 4e               | Danny van Poppel | Pays-Bas         | Trek Factory Racing    | + 1 s              |
| 5e               | Jempy Drucker    | Luxembourg       | BMC Racing             | + 1 s              |
| 6e               | Roy Jans         | Belgique         | Wanty-Groupe Gobert    | + 1 s              |
| 7e               | Mike Teunissen   | Pays-Bas         | Lotto NL-Jumbo         | + 1 s              |
| 8e               | Raymond Kreder   | Pays-Bas         | Roompot Oranje Peloton | + 1 s              |
| 9e               | Thomas Boudat    | France           | Europcar               | + 1 s              |
| 10e              | Olivier Pardini  | Belgique         | Verandas Willems       | + 1 s              |
| modifier         |                  |                  |                        |                    |

### UCI Europe Tour
Ce Grand Prix Impanis-Van Petegem attribue des points pour l'UCI Europe Tour 2015, par équipes seulement aux coureurs des équipes continentales professionnelles et continentales, individuellement à tous les coureurs sauf ceux faisant partie d'une équipe ayant un label WorldTeam.
| Position,          | 1er | 2e | 3e | 4e | 5e | 6e | 7e | 8e | 9e | 10e | 11e | 12e | 13e | 14e | 15e |
| Classement général | 100 | 70 | 40 | 30 | 25 | 20 | 15 | 10 | 9  | 8   | 7   | 6   | 5   | 4   | 3   |

## Liste des participants
Liste des engagés
| Légende                              | Légende                                                                    | Légende | Légende                                                    |
| ------------------------------------ | -------------------------------------------------------------------------- | ------- | ---------------------------------------------------------- |
| Num                                  | Dossard de départ porté par le coureur sur Grand Prix Impanis-Van Petegem  | Pos     | Position à l'arrivée de la course                          |
| [[Fichier:\|20px\|class=noviewer\|]] | Indique un maillot de champion national ou mondial, suivi de sa spécialité | NP      | Indique un coureur qui n'a pas pris le départ de la course |
| AB                                   | Indique un coureur qui n'a pas terminé la course                           | HD      | Indique un coureur qui a terminé la course hors des délais |

| BMC Racing BMC                      | BMC Racing BMC             | BMC Racing BMC |
| ----------------------------------- | -------------------------- | -------------- |
| Num                                 | Coureur                    | Pos            |
| 1                                   | Damiano Caruso (ITA)       | 44e            |
| 2                                   | Jempy Drucker (LUX)        | 5e             |
| 3                                   | Kilian Frankiny (SUI)      | 42e            |
| 4                                   | Alessandro De Marchi (ITA) | 23e            |
| 5                                   | Michael Schär (SUI)        | 97e            |
| 6                                   | Floris Gerts (NED)         | 3e             |
| 7                                   | Loïc Vliegen (BEL)         | AB             |
| 8                                   | Rick Zabel (GER)           | 99e            |
| Directeur sportif : Geert Van Bondt |                            |                |

| Etixx-Quick Step EQS               | Etixx-Quick Step EQS     | Etixx-Quick Step EQS |
| ---------------------------------- | ------------------------ | -------------------- |
| Num                                | Coureur                  | Pos                  |
| 11                                 | Gianluca Brambilla (ITA) | 33e                  |
| 12                                 | David de la Cruz (ESP)   | 39e                  |
| 13                                 | Michał Gołaś (POL)       | 20e                  |
| 14                                 | Gianni Meersman (BEL)    | AB                   |
| 15                                 | Fabio Sabatini (ITA)     | 61e                  |
| 16                                 |                          |                      |
| 17                                 | Martin Velits (SVK)      | 24e                  |
| 18                                 | Łukasz Wiśniowski (POL)  | 69e                  |
| Directeur sportif : Rik Van Slycke |                          |                      |

| Lotto-Soudal LTS                       | Lotto-Soudal LTS       | Lotto-Soudal LTS |
| -------------------------------------- | ---------------------- | ---------------- |
| Num                                    | Coureur                | Pos              |
| 21                                     | Sander Armée (BEL)     | 96e              |
| 22                                     | Vegard Breen (NOR)     | 108e             |
| 23                                     | Stig Broeckx (BEL)     | 80e              |
| 24                                     | Sean De Bie (BEL)      | 1er              |
| 25                                     | Jasper De Buyst (BEL)  | 31e              |
| 26                                     | Kenny Dehaes (BEL)     | 82e              |
| 27                                     | Pim Ligthart (NED)     | 13e              |
| 28                                     | Dennis Vanendert (BEL) | 11e              |
| Directeur sportif : Kurt Van De Wouwer |                        |                  |

| Giant-Alpecin TGA             | Giant-Alpecin TGA        | Giant-Alpecin TGA |
| ----------------------------- | ------------------------ | ----------------- |
| Num                           | Coureur                  | Pos               |
| 31                            | Warren Barguil (FRA)     | 46e               |
| 32                            | Roy Curvers (NED)        | 12e               |
| 33                            | Koen de Kort (NED)       | 28e               |
| 34                            | Caleb Fairly (USA)       | AB                |
| 35                            | Carter Jones (USA)       | AB                |
| 36                            | Bert De Backer (BEL)     | 64e               |
| 37                            | Fredrik Ludvigsson (SWE) | AB                |
| 38                            | Max Walscheid (GER)      | AB                |
| Directeur sportif : Marc Reef |                          |                   |

| Lotto NL-Jumbo TLJ                | Lotto NL-Jumbo TLJ    | Lotto NL-Jumbo TLJ |
| --------------------------------- | --------------------- | ------------------ |
| Num                               | Coureur               | Pos                |
| 41                                | Koen Bouwman (NED)    | 62e                |
| 42                                | Twan Castelijns (NED) | 37e                |
| 43                                | Rick Flens (NED)      | AB                 |
| 44                                | Moreno Hofland (NED)  | 66e                |
| 45                                | Martijn Keizer (NED)  | 67e                |
| 46                                | Timo Roosen (NED)     | 26e                |
| 47                                | Bram Tankink (NED)    | 36e                |
| 48                                | Mike Teunissen (NED)  | 7e                 |
| Directeur sportif : Frans Maassen |                       |                    |

| Tinkoff-Saxo TCS                    | Tinkoff-Saxo TCS     | Tinkoff-Saxo TCS |
| ----------------------------------- | -------------------- | ---------------- |
| Num                                 | Coureur              | Pos              |
| 51                                  | Edward Beltrán (COL) | AB               |
| 52                                  | Michal Kolář (SVK)   | 89e              |
| 53                                  | Michael Mørkøv (DEN) | 105e             |
| 54                                  | Evgueni Petrov (RUS) | 30e              |
| 55                                  | Bruno Pires (POR)    | 72e              |
| 56                                  | Antwan Tolhoek (NED) | 21e              |
| 57                                  | Matteo Tosatto (ITA) | 91e              |
| 58                                  | Nikolay Trusov (RUS) | 93e              |
| Directeur sportif : Steven de Jongh |                      |                  |

| Trek Factory Racing TFR          | Trek Factory Racing TFR  | Trek Factory Racing TFR |
| -------------------------------- | ------------------------ | ----------------------- |
| Num                              | Coureur                  | Pos                     |
| 61                               | Eugenio Alafaci (ITA)    | 70e                     |
| 62                               | Fumiyuki Beppu (JPN)     | NP                      |
| 63                               | Laurent Didier (LUX)     | 86e                     |
| 64                               | Fábio Silvestre (POR)    | NP                      |
| 65                               | Boy van Poppel (NED)     | 103e                    |
| 66                               | Danny van Poppel (NED)   | 4e                      |
| 67                               | Kristof Vandewalle (BEL) | AB                      |
| 68                               | Calvin Watson (AUS)      | AB                      |
| Directeur sportif : Luc Meersman |                          |                         |

| Androni Giocattoli-Sidermec AND     | Androni Giocattoli-Sidermec AND | Androni Giocattoli-Sidermec AND |
| ----------------------------------- | ------------------------------- | ------------------------------- |
| Num                                 | Coureur                         | Pos                             |
| 71                                  | Marco Bandiera (ITA)            | AB                              |
| 72                                  | Massimiliano Barbero (ITA)      | AB                              |
| 73                                  | Marco Benfatto (ITA)            | AB                              |
| 74                                  | Francesco Chicchi (ITA)         | AB                              |
| 75                                  | Tiziano Dall'Antonia (ITA)      | 59e                             |
| 76                                  | Alberto Nardin (ITA)            | 57e                             |
| 77                                  | František Padour (CZE)          | AB                              |
| 78                                  | Mattia Viel (ITA)               | AB                              |
| Directeur sportif : Roberto Miodini |                                 |                                 |

| Bora-Argon 18 BOA                 | Bora-Argon 18 BOA         | Bora-Argon 18 BOA |
| --------------------------------- | ------------------------- | ----------------- |
| Num                               | Coureur                   | Pos               |
| 81                                | Shane Archbold (NZL)      | 109e              |
| 82                                |                           |                   |
| 83                                | Zakkari Dempster (AUS)    | 102e              |
| 84                                | Christoph Pfingsten (GER) | 25e               |
| 85                                | Andreas Schillinger (GER) | 41e               |
| 86                                | Daniel Schorn (AUT)       | 19e               |
| 87                                | Michael Schwarzmann (GER) | 100e              |
| 88                                |                           |                   |
| Directeur sportif : André Schulze |                           |                   |

| Bretagne-Séché Environnement BSE      | Bretagne-Séché Environnement BSE | Bretagne-Séché Environnement BSE |
| ------------------------------------- | -------------------------------- | -------------------------------- |
| Num                                   | Coureur                          | Pos                              |
| 91                                    | Maxime Cam (FRA)                 | AB                               |
| 92                                    | Arnaud Gérard (FRA)              | 27e                              |
| 93                                    | Yauheni Hutarovich (BLR)         | 73e                              |
| 94                                    | Benoît Jarrier (FRA)             | 16e                              |
| 95                                    | Christophe Laborie (FRA)         | 63e                              |
| 96                                    | Valentin Madouas (FRA)           | 53e                              |
| 97                                    | Daniel McLay (GBR)               | AB                               |
| 98                                    | Florian Vachon (FRA)             | 40e                              |
| Directeur sportif : Sébastien Hinault |                                  |                                  |

| CCC Sprandi Polkowice CCC          | CCC Sprandi Polkowice CCC | CCC Sprandi Polkowice CCC |
| ---------------------------------- | ------------------------- | ------------------------- |
| Num                                | Coureur                   | Pos                       |
| 101                                | Tomasz Kiendyś (POL)      | 51e                       |
| 102                                | Adrian Kurek (POL)        | 49e                       |
| 103                                | Eryk Latoń (POL)          | AB                        |
| 104                                | Jarosław Marycz (POL)     | 98e                       |
| 105                                | Bartłomiej Matysiak (POL) | 50e                       |
| 106                                | Grzegorz Stępniak (POL)   | 68e                       |
| 107                                | Patryk Stosz (POL)        | 52e                       |
| 108                                | Mateusz Taciak (POL)      | AB                        |
| Directeur sportif : Tomasz Brożyna |                           |                           |

| Roompot Oranje Peloton ROP        | Roompot Oranje Peloton ROP | Roompot Oranje Peloton ROP |
| --------------------------------- | -------------------------- | -------------------------- |
| Num                               | Coureur                    | Pos                        |
| 111                               | Jesper Asselman (NED)      | 38e                        |
| 112                               | Berden de Vries (NED)      | 75e                        |
| 113                               | Huub Duyn (NED)            | 79e                        |
| 114                               |                            |                            |
| 115                               | Tim Kerkhof (NED)          | AB                         |
| 116                               | Raymond Kreder (NED)       | 8e                         |
| 117                               | Wesley Kreder (NED)        | 78e                        |
| 118                               | Brian van Goethem (NED)    | 32e                        |
| Directeur sportif : Erik Breukink |                            |                            |

| Europcar EUC                          | Europcar EUC              | Europcar EUC |
| ------------------------------------- | ------------------------- | ------------ |
| Num                                   | Coureur                   | Pos          |
| 121                                   | Giovanni Bernaudeau (FRA) | 83e          |
| 122                                   | Thomas Boudat (FRA)       | 9e           |
| 123                                   | Romain Guillemois (FRA)   | 71e          |
| 124                                   | Vincent Jérôme (FRA)      | 95e          |
| 125                                   | Yannick Martinez (FRA)    | AB           |
| 126                                   | Julien Morice (FRA)       | 84e          |
| 127                                   | Alexandre Pichot (FRA)    | 47e          |
| 128                                   | Thomas Voeckler (FRA)     | 48e          |
| Directeur sportif : Dominique Arnould |                           |              |

| Topsport Vlaanderen-Baloise TSV       | Topsport Vlaanderen-Baloise TSV | Topsport Vlaanderen-Baloise TSV |
| ------------------------------------- | ------------------------------- | ------------------------------- |
| Num                                   | Coureur                         | Pos                             |
| 131                                   | Amaury Capiot (BEL)             | 92e                             |
| 132                                   | Bert Van Lerberghe (BEL)        | 90e                             |
| 133                                   | Sander Helven (BEL)             | 101e                            |
| 134                                   | Edward Theuns (BEL)             | 15e                             |
| 135                                   | Preben Van Hecke (BEL) (Route)  | 34e                             |
| 136                                   | Gijs Van Hoecke (BEL)           | 29e                             |
| 137                                   | Tim Declercq (BEL)              | 74e                             |
| 138                                   | Otto Vergaerde (BEL)            | AB                              |
| Directeur sportif : Walter Planckaert |                                 |                                 |

| Wanty-Groupe Gobert WGG                      | Wanty-Groupe Gobert WGG  | Wanty-Groupe Gobert WGG |
| -------------------------------------------- | ------------------------ | ----------------------- |
| Num                                          | Coureur                  | Pos                     |
| 141                                          | Frederik Backaert (BEL)  | 88e                     |
| 142                                          | Jérôme Baugnies (BEL)    | 85e                     |
| 143                                          | Tim De Troyer (BEL)      | 18e                     |
| 144                                          | Kevin Callebaut (BEL)    | AB                      |
| 145                                          | Roy Jans (BEL)           | 6e                      |
| 146                                          | Björn Leukemans (BEL)    | 45e                     |
| 147                                          | Kévin Van Melsen (BEL)   | 76e                     |
| 148                                          | Frederik Veuchelen (BEL) | 43e                     |
| Directeur sportif : Hilaire Van der Schueren |                          |                         |

| Color Code-Aquality Protect CCB              | Color Code-Aquality Protect CCB | Color Code-Aquality Protect CCB |
| -------------------------------------------- | ------------------------------- | ------------------------------- |
| Num                                          | Coureur                         | Pos                             |
| 151                                          | Florent Delfosse (BEL)          | AB                              |
| 152                                          | Jimmy Duquennoy (BEL)           | AB                              |
| 153                                          | Julien Kaise (BEL)              | AB                              |
| 154                                          | Thomas Petit (BEL)              | AB                              |
| 155                                          | Maximilien Picoux (BEL)         | AB                              |
| 156                                          | Lionel Taminiaux (BEL)          | 87e                             |
| 157                                          |                                 |                                 |
| 158                                          |                                 |                                 |
| Directeur sportif : Jean-Denis Vandenbroucke |                                 |                                 |

| T.Palm-Pôle Continental Wallon PCW     | T.Palm-Pôle Continental Wallon PCW | T.Palm-Pôle Continental Wallon PCW |
| -------------------------------------- | ---------------------------------- | ---------------------------------- |
| Num                                    | Coureur                            | Pos                                |
| 161                                    | Thomas Armstrong (GBR)             | AB                                 |
| 162                                    | Claudio Catania (ITA)              | 94e                                |
| 163                                    | Guillaume Haag (BEL)               | 56e                                |
| 164                                    |                                    |                                    |
| 165                                    | Nicolas Mertz (BEL)                | 65e                                |
| 166                                    | Jeff Peelaers (BEL)                | AB                                 |
| 167                                    | Ian Vansumere (BEL)                | AB                                 |
| 168                                    | Maxime Vekeman (BEL)               | AB                                 |
| Directeur sportif : Pascal Pieterarens |                                    |                                    |

| Vastgoedservice-Golden Palace VGS  | Vastgoedservice-Golden Palace VGS | Vastgoedservice-Golden Palace VGS |
| ---------------------------------- | --------------------------------- | --------------------------------- |
| Num                                | Coureur                           | Pos                               |
| 171                                | Dennis Coenen (BEL)               | 77e                               |
| 172                                | Sander Cordeel (BEL)              | 17e                               |
| 173                                | Gerry Druyts (BEL)                | 58e                               |
| 174                                | Alexander Geuens (BEL)            | 60e                               |
| 175                                | Sam Lennertz (BEL)                | AB                                |
| 176                                | Rob Ruijgh (NED)                  | 81e                               |
| 177                                | Timothy Stevens (BEL)             | AB                                |
| 178                                | Jordi Van Dingenen (BEL)          | AB                                |
| Directeur sportif : Kevin Hulsmans |                                   |                                   |

| Verandas Willems WIL                  | Verandas Willems WIL     | Verandas Willems WIL |
| ------------------------------------- | ------------------------ | -------------------- |
| Num                                   | Coureur                  | Pos                  |
| 181                                   | Gaëtan Bille (BEL)       | 22e                  |
| 182                                   | Joeri Calleeuw (BEL)     | AB                   |
| 183                                   | Dimitri Claeys (BEL)     | 2e                   |
| 184                                   | Dries De Bondt (BEL)     | AB                   |
| 185                                   | Stef Van Zummeren (BEL)  | 55e                  |
| 186                                   | Olivier Pardini (BEL)    | 10e                  |
| 187                                   | Christophe Prémont (BEL) | 54e                  |
| 188                                   | Emiel Wastyn (BEL)       | AB                   |
| Directeur sportif : Gautier De Winter |                          |                      |

| Wallonie-Bruxelles WBC                | Wallonie-Bruxelles WBC   | Wallonie-Bruxelles WBC |
| ------------------------------------- | ------------------------ | ---------------------- |
| Num                                   | Coureur                  | Pos                    |
| 191                                   | Olivier Chevalier (BEL)  | 106e                   |
| 192                                   | Sébastien Delfosse (BEL) | 35e                    |
| 193                                   | Antoine Demoitié (BEL)   | 107e                   |
| 194                                   | Grégory Habeaux (BEL)    | AB                     |
| 195                                   | Kevyn Ista (BEL)         | 14e                    |
| 196                                   | Loïc Pestiaux (BEL)      | AB                     |
| 197                                   | Julien Stassen (BEL)     | AB                     |
| 198                                   | Ludwig De Winter (BEL)   | 104e                   |
| Directeur sportif : Christophe Brandt |                          |                        |